# 이언 매켈런
이언 머리 매켈런 경(영어: Sir Ian Murray McKellen, CH, CBE, 영어 발음: /ˈiːən/, 1939년 5월 25일~)은 잉글랜드의 배우이다. 특히 반지의 제왕에서 간달프역으로 성공하며 호빗까지 간달프로 출연하였다.

## 출연 작품
- 다빈치 코드
- 엑스맨 시리즈
- 미스터 홈즈
- 반지의 제왕: 반지 원정대
- 반지의 제왕: 두 개의 탑
- 반지의 제왕: 왕의 귀환
- 호빗: 뜻밖의 여정
- 호빗: 스마우그의 폐허
- 호빗: 다섯 군대의 전투
- 애니멀 크래커 - 호레이쇼 역 (목소리)
- 맥켈런: 플레잉 더 파트 - 본인 역
- 올 이즈 트루 - 헨리 리오테슬리 역
- 굿 라이어 - 로이 역
- 캣츠 - 거스 역

## 상훈
- 1974년 드라마 데스크 어워즈 남자배우상
- 1977년 로런스 올리비에상 재유행부문 남우주연상
- 1978년 로런스 올리비에상 코미디연기상
- 1979년 로런스 올리비에상 연극부문 신인상
- 1979년 대영 제국 훈장 3등급(CBE)
- 1981년 제35회 토니상 연극부문 남우주연상
- 1981년 드라마 데스크 어워즈 연극부문 남자배우상
- 1984년 로런스 올리비에상 재유행부문 남우주연상
- 1984년 드라마 데스크 어워즈 솔로 퍼포먼스상
- 1984년 이브닝 스탠다드 어워즈 남우주연상
- 1987년 드라마 데스크 어워즈 연극부문 남자배우상
- 1989년 이브닝 스탠다드 어워즈 남우주연상
- 1991년 기사작위(Knight Bachelor) 서임
- 1991년 로런스 올리비에상 남우주연상
- 1993년 케이블ACE어워즈 TV영화/미니시리즈부문 남우조연상
- 1996년 제9회 유럽 영화상 유러피안 남우주연상
- 1996년 제53회 골든 글로브 시상식 TV부문 남우조연상
- 1998년 백 스테이지 가랜드어워즈 솔로상
- 1998년 제24회 새턴 어워즈 최우수남우조연상
- 1998년 제46회 산세바스티안 국제 영화제 남우주연상
- 1998년 제11회 시카고 비평가 협회상 남우주연상
- 1998년 피렌체 비평가 협회상 남우주연상
- 1999년 클로트루디스 영화제 남우주연상
- 1999년 제70회 미국 비평가 협회상 남우주연상
- 1999년 제4회 크리틱스 초이스 남우주연상
- 1999년 제24회 LA 비평가 협회상 남우주연상
- 1999년 토론토 비평가 협회상 남우주연상
- 1999년 영국 독립 영화상 남우주연상
- 2001년 제27회 새턴 어워즈 최우수남우조연상
- 2002년 제8회 미국 배우 조합상 영화부문 남우조연상
- 2004년 프라이드 국제 영화제 특별공로상
- 2006년 로런스 올리비에상 사회공헌상
- 2006년 제56회 베를린 국제 영화제 베를린카메라상
- 2008년 컴패니언 오브 아너(Order of the Companions of Honour, CH)
- 2009년 이브닝 스탠다드 어워즈 공로상
- 2009년 제57회 산세바스티안 국제 영화제 평생공로상
- 2010년 엠파이어 어워즈 아이콘상